# معاملة المثليين في بوتسوانا
يواجه الأشخاص من المثليين والمثليات ومزدوجي التوجه الجنسي والمتحولين جنسياً (اختصاراً: LGBT) في بوتسوانا تحديات قانونية واجتماعية لا يواجهها غيرهم من المغايرين جنسيا. أصبح النشاط الجنسي المثلي بين الذكور وبين الإناث قانونيا في بوتسوانا منذ 11 يونيو 2019 بعد حكم جماعي للمحكمة العليا البوتسوانية. ولكن المنازل التي يعيش فيها الشركاء المثليون غير مؤهلة للحصول على نفس الحماية القانونية المتاحة للأزواج المغايرين.
في السنوات الأخيرة، أصبح مجتمع المثليين أكثر وضوحًا وقبولًا بين سكان بوتسوانا. كانت محكمة بوتسوانا العليا في طليعة حقوق المثليين في البلاد. في عام 2016، أمرت الحكومة بتسجيل منظمة المثليين الرئيسية في بوتسوانا ليغابيبو، وحكمت في عام 2017 بأن للأشخاص المتحولين جنسياً حق دستوري في تغيير جنسهم القانوني، وحكمت في عام 2019 بإلغاء قانون إستعماري تجريم المثلية الجنسية. تم حظر التمييز في العمل على أساس التوجه الجنسي منذ عام 2010 في بوتسوانا، مما يجعلها واحدة من الدول الإفريقية القليلة التي لديها مثل هذه الحماية للأفراد من مجتمع المثليين.
ليغابيبو (بالإنجليزية: LEGABIBO)‏
هي مجموعة للدفاع عن حقوق المثليين في البلاد، وهي تقوم بتعزيز الوعي وقبول مجتمع المثليين.

## تاريخ
تم توثيق المثلية الجنسية والعلاقات الجنسية المثلية بين مختلف مجموعات البوتسوانية. في القرن 18، كان شعب خويخوئيون يعترف ب«كويتسيري» (koetsire)، وهو مصطلح يشير إلى الرجل الذي يكون الطرف السالب في العلاقة الجنسية مع رجل آخر، و«سوريغيس» ("soregus")، والذي يشير إلى ممارسة العادة السرية المثلية عادة بين الأصدقاء. كما توجد آثار تتحدث الجماع الشرجي والعلاقات الجنسية المثلية بين النساء، على الرغم من قلة ذلك. لم ينظر شعب سان إلى المثلية الجنسية بشكل سلبي، وتوجد حتى الآن لوحات صخرية مختلفة تصور الجنس الشرجي بين الرجال. لدى شعب تسوانا، وهي مجموعة عرقية من بانتو وتشكل غالبية سكان بوتسوانا، لها أيضًا مصطلح محلي للإشارة إلى المثلية الجنسية. مصطلح اللغة التسوانية «ماتانيولا» (بالإنجليزية: matanyola)‏، الذي يترجم حرفيا إلى «الجنس الشرجي»، منذ فترة طويلة يستخدم للإشارة إلى المثليين. قبل الاستعمار، لم يكن لدى مجتمع تسوانا المفاهيم الغربية للجنس والجندر. العديد من رجال تسوانا يمارسون الجنس مع الرجال، لكن لديهم أيضًا زوجات. لم يُنظر إلى المثلية الجنسية على أنها نقيضة للمغايرة الجنسية. في الواقع، كانت هناك حرية واسعة بين الاثنين، وممارسة النشاط الجنسي مع كل من الرجال والنساء. يجادل الدكغوسي التقليديون (زعماء تسوانا المحليون) بأن المثلية الجنسية كانت موجودة دائمًا في مجتمع تسوانا، وأنه يجب احترام هؤلاء الأفراد.
اختفى هذا الانفتاح والقبول واللامبالاة النسبية تجاه المثلية الجنسية بعد أن أصبحت بوتسوانا (المعروفة آنذاك باسم محمية بتشوانالاند) محمية بريطانية في القرن التاسع عشر وبدأت في تطبيق قوانين والسياسات الاجتماعية للعصر الفيكتوري.

## قانونية النشاط الجنسي المثلي
أصبحت المثلية الجنسية قانونية في 11 يونيو 2019، في السابق، تم تجريم السدومية، سواء كان بين المغايرين أو المثليين، ويعاقب عليه بالسجن لمدة تصل إلى 7 سنوات. يطبق القانون الذي يجرم هذا النشاط الجنسي على كل من الرجال والنساء. في البداية، كان تطبيقه يقتصر على الرجال فقط (على غرار المستعمرات الأخرى للإمبراطورية البريطانية)، وجدت محكمة بوتسوانية أن هذا تمييزي وأن القانون يجب أن يتم تطبيقه على النساء أيضا.
على الرغم من أن المثلية الجنسية قد أصبحت قانونية منذ 11 يونيو 2019، إلا أن معاقبة مرتكبي الأفعال الجنسية المثلية كان نادر الحدوث وفقاً لتقرير يعود لعام 2004.
في 30 مارس 2016، وافق مجلس مدينة غابورون بالإجماع على اقتراح يدعو إلى إلغاء تجريم بوتسوانا للنشاط الجنسي المثلي.
اعتبر طالب في جامعة بوتسوانا المدعي الرئيسي في قضية تقنين المثلية الجنسية في بوتسوانا. في نوفمبر 2017، تقدمت جمعية ليغابيبو بنجاح للانضمام إلى القضية كصديق للمحكمة. تسعى الدعوى إلى إعلان أن المادة 164 (أ) و 167 من قانون العقوبات غير دستورية لأنهما «يتعارضان مع حق [الطالب] الأساسي في الحرية، وحرية الخصوصية، فضلاً عن حقه في استخدام جسده كما يراه مناسبًا.» ومع ذلك، فإن نائب المدعي العام، نيابة عن الحكومة، يجادل بأن هذه الأقسام دستورية لأنها تحظر بعض الأفعال الجنسية، التي قد تمارس من قبل أولئك من جميع التوجهات الجنسية، سواء كانت من المغايرين أو المثليين، وبالتالي فإن هذه القوانين لا تميز بناء على التوجه الجنسي. في البداية، كان من المفترض أن تنظر المحكمة العليا في القضية في مارس 2018. في فبراير/شباط، طلب نائب المدعي العام مزيدًا من الوقت للرد على مطالبات المدعين. على هذا النحو، نقلت المحكمة العليا الجلسة إلى 31 مايو 2018. ثم تم تأجيل القضية مرة أخرى. في 6 ديسمبر 2018، أعادت المحكمة تحديد موعد الجلسة في 14 مارس 2019.. وعقدت جلسة استماع في ذلك اليوم، قدم نشطاء المثليين حججهم في الجلسة وتم إعطاؤهم تاريخ 11 يونيو للحكم.
في 11 يونيو، حكمت المحكمة العليا بإلغاء تجريم النشاط الجنسي المثلي بالحكم بالإجماع أن المادة 164 من قانون العقوبات في بوتسوانا غير دستورية. تم الترحيب بالحكم من قبل الحزب الديمقراطي البوتسواني الحاكم.
قال القاضي مايكل ليبورو كذلك إن مثل هذه القوانين «تستحق مكانًا في المتحف أو الأرشيف وليس في العالم». كما قال:

## الاعتراف القانوني بالعلاقات المثلية
لا يوجد اعتراف قانوني بالعلاقات المثلية.

## الحماية من التمييز
يحظر قانون التوظيف التمييز في التوظيف على أساس التوجه الجنسي منذ عام 2010.
في يونيو 2019، حكمت المحكمة العليا في بوتسوانا بأن «الجنس»، على النحو المحدد في القسم 3 من دستور بوتسوانا، يجب أن «يتم تفسيره بسخاء وعمد» بحيث يشمل «التوجه الجنسي». وقال كارميل ريكارد، كاتب عمود قانوني في جامعة كيب تاون، يكتب للمعهد الإفريقي للمعلومات القانونية، «إن تأثير هذا مهم ويمكن أن يعني أن مجتمع المثليين المحلي سوف يزدادون حجة قوية تستند إلى الدستور من أجل المزيد من التحدي للتمييز، ينضم دستور بوتسوانا الآن إلى دستور جنوب إفريقيا في حظر التمييز على أساس التوجه الجنسي.»

## الهوية الجندرية والتعبير عنها
في سبتمبر/أيلول 2017، قضت المحكمة العليا في بوتسوانا بأن رفض مسجل السجل الوطني لتغيير علامة جنس رجل متحول جنسياً «غير معقول وينتهك حقوقه الدستورية في الكرامة والخصوصية وحرية التعبير والحماية المتساوية للقانون، والتحرر من التمييز والتحرر من المعاملة اللاإنسانية والمهينة». احتفل نشطاء المثليين بالحكم ووصفوه بأنه نصر عظيم. في البداية، أعلنت حكومة بوتسوانا أنها ستستأنف الحكم، لكنها قررت ضده في ديسمبر، لتزويد الرجل المتحول جنسيا بوثيقة هوية جديدة تعكس هويته الجندرية.
وفي كانون الأول/ديسمبر 2017، تم الاستماع إلى قضية مماثلة، حيث سعت امرأة متحولة جنسيًا إلى تغيير علامة جنسها إلى أنثى. وقررت المحكمة العليا أن على الحكومة الاعتراف بهويتها الجندرية. كرست فوزها ل«كل شخص متحول جنسي في بوتسوانا».

## ظروف الحياة
تعد المثلية الجنسية من التابوهات في بوتسوانا. وينظر إليها تاريخيا على أنها «مرض غربي» و«غير أفريقية». غير أنه في القرن 21، إزداد التقبل الاجتماعي لمجتمع المثليين.
قال نائب رئيس مجلس الجمعية الوطنية لبوتسوانا بونو موتلهودي رداً على اقتراح لتوفير أوقية ذكرية للسجناء الذين ينخرطون في أعمال جنسية مثلية؛ أنه إذا ما كان لديه السلطة كان جعل أولئك الذين يمارسون الأفعال الجنسية المثلية أن يتم قتلهم. كما قال موتلهودي بأن السجناء يجب أن يعلموا أنهم ومن خلال اختيارهم لكسر القانون فإنهم سُجنوا، وبالتالي فهم مسؤولون عن تجويع أنفسهم من الجنس.
في عامي 2010 و2011، تحدث رئيس بوتسوانا السابق فستوس موغاي ضد التمييز الجنسي، قائلاً بأن التحامل والتمييز يعوق الجهود المبذولة لمكافحة فيروس العوز المناعي البشري في بلد نسبة المصابين فيه هي مصاب واحد من أصل أربعة أفراد بالمرض. قائلاً: «نحن لا نريد التمييز. وتنطبق رسالة فيروس نقص العوز المناعي البشري على الجميع. وإذا كنا نحارب الوصمة المرتبطة بالجنس، فدعونا نطبقه على التمييز الجنسي بشكل عام». وقال لهيئة الإذاعة البريطانية أنه وخلال العشر أعوام كرئيس لبوتسوانا قام بإصدار تعليمات للشرطة بعدم اعتقال أو مضايقة المثليين؛ فقال: «لم أستطع تغيير القانون لأن ذلك سيثير عش الدبابير بشكل غير ضروري. لم أكن على استعداد لخسارة الانتخابات لمصلحة المثليين. ما زالت غالبية شعبنا تعارض المثلية الجنسية لذا لا بد لي من إقناعهم أولاً قبل تغيير القانون من طرف واحد».
وجدت وزارة الخارجية الأمريكية في تقريرها حول حقوق الإنسان لعام 2011 «بأن ليس للبلاد قانون يجرم صراحةً النشاط الجنسي المثلي بالتراضي. ومع ذلك، فإن ما يصفه القانون كـ» أفعال غير طبيعية«يعتبر تجريماً، وهناك اعتقاد واسع الانتشار بأن هذا القانون موجه نحو نحو الأشخاص من المثليين والمثليات ومزدوجي التوجه الجنسي والمتحولين جنسياً. لم تستهدف الشرطة النشاط الجنسي المثلي، ولم يكن هناك تقارير عن عنف ضد أشخاص على أساس توجههم الجنسي أو هويتهم الجندرية خلال هذا العام».
في سبتمبر 2016، ردًا على ترحيل القس الأمريكي المعادي للمثليين ستيفن أندرسون من بوتسوانا، قال الرئيس إيان خاما: «لا نريد خطاب الكراهية في هذا البلد. دعه يفعل ذلك في بلده».
في نوفمبر 2018، قال الرئيس موكغيسي ماسيسي، متحدثًا إلى حشد من الناس:
في 11 يونيو 2019، تم الترحيب بالحكم الذي ألغى تجريم المثلية الجنسية من قبل الحزب الديمقراطي البوتسواني الحاكم.

### منظمات المجتمع المدني
إحدى أوائل منظمات حقوق المثليين في بوتسوانا هي منظمة «المثليات والمثليين ومزدوجي التوجه الجنسي بوتسوانا» ليغابيبو (LEGABIBO). وقد رفضت الحكومة طلب تسجيلها لمرتين. وبالتالي، فإن قدرة منظمة ليغابيبو على جمع أموال التبرعات محدودة. وقال أمين التسجيل بأنه «من غير الممكن تسجيل أي مجموعة من المرجح أن يتم استخدامها لأي غرض غير قانوني أو لأي غرض يضر أو يتعارض مع السلام والرفاه أو حسن النظام في بوتسوانا». في عام 2013، شارك أربعة عشر عضوا من منظمة ليغابيبو ممثلين بالمحامية «يونيتي داي» بمقاضاة الحكومة البوتسوانية لإجبارها على تسجيل المنظمة. قضت المحكمة العليا في نوفمبر من عام 2014 بتسجيل منظمة ليغابيبو. استأنفت الحكومة الحكم، وفي 16 مارس 2016 قضت محكمة الاستئناف في بوتسوانا بالإجماع بأن رفض الحكومة تسجيل منظمة ليغابيبو كان غير قانوني.

## الرأي العام
أظهر استطلاع للرأي أجراه مقياس أفروباروميتر عام 2016 أن 43٪ من سكان بوتسوانا يرحبون أو لا يزعجهم وجود جار مثلي.
وجدت الدراسات التي أجراها مقياس أفروباروميتر أن الشباب في بوتسوانا أكثر تسامحًا مع المثليين.

## ملخص
| قانونية النشاط الجنسي المثلي                                                                  | (منذ عام 2019)                      |
| المساواة في السن القانوني للنشاط الجنسي                                                       | (منذ عام 2019)                      |
| قوانين مكافحة التمييز في التوظيف                                                              | (منذ عام 2010)                      |
| قوانين مكافحة التمييز في توفير السلع والخدمات                                                 | (منذ عام 2019)                      |
| قوانين مكافحة التمييز في جميع المجالات الأخرى (تتضمن التمييز غير المباشر، خطاب الكراهية)      | (منذ عام 2019)                      |
| قوانين مكافحة أشكال التمييز المعنية بالهوية الجندرية                                          | No                                  |
| زواج المثليين                                                                                 | No                                  |
| الاعتراف القانوني بالعلاقات المثلية                                                           | No                                  |
| تبني أحد الشريكين للطفل البيولوجي للشريك الآخر                                                | No                                  |
| التبني المشترك للأزواج المثليين                                                               | No                                  |
| يسمح للمثليين والمثليات ومزدوجي التوجه الجنسي والمتحولين جنسيا بالخدمة علناً في القوات المسلحة | No                                  |
| الحق بتغيير الجنس القانوني                                                                    | (منذ عام 2017)                      |
| علاج التحويل محظور على القاصرين                                                               | No                                  |
| الحصول على أطفال أنابيب للمثليات                                                              | No                                  |
| الأمومة التلقائية للطفل بعد الولادة                                                           | No                                  |
| تأجير الأرحام التجاري للأزواج المثليين من الذكور                                              | (غير قانوني للأزواج المغايرين كذلك) |
| السماح للرجال الذين مارسوا الجنس الشرجي التبرع بالدم                                          | No                                  |

## وصلات خارجية
- Asylumlaw.org: الأقليات الجنسية وحالة فيروس نقص المناعة البشرية في بوتسوانا (بالإنجليزية)
- نصائح حكومة المملكة المتحدة عن بوتسوانا: العادات والقوانين المحلية (بالإنجليزية)
- LeGaBiBo (بالإنجليزية)